# Master of the Rolls
A Master of the Rolls az angol kancellária tekercseinek és jegyzőkönyveinek, nyilvántartásainak és jegyzeteinek őrzője, akit a tekercsek mestereként ismernek, Anglia és Wales második legfontosabb bírája, azok főbírója után. A tekercsmester a Fellebbviteli Bíróság polgári osztályának elnöke. A róla szóló legkorábbi dokumentum 1286-ból való, bár úgy vélik, hogy a hivatal valószínűleg már korábban is létezett.

## Története
A tekercsek mestere kezdetben a kancellária „tekercseinek”  vagy annotációinak megőrzéséért felelős pap volt, és a kancelláriai „tekercsek őrzőjeként” ismerték. Az Őrző volt a rangidős a kancellária tucatnyi tisztviselője közül, és mint ilyen, olykor (a pecsétek őrzője) vagy a Királyság Nagypecsétjének őrzője volt. A pozíció bírói funkcióvá fejlődött, csakúgy, mint a Court of Chancery; az első utalás a bírói funkciókra 1520-ból származik. Az 1873-as bírói törvény alapján a Master of the Rolls a már megszűnt kancelláriai bíróságtól a fellebbviteli bírósághoz került. A Master of the Rolls továbbra is megtartotta hivatali feladatait, és 1958-ig a Public Record Office (PRO) névleges vezetőjeként szolgált. Az abban az évben elfogadott nyilvános nyilvántartási törvény azonban átruházta a PRO felelősségét a Master of the Rollsról a lordkancellárra. Felelős az ügyészek, ügyvédek, magasabb joghatóságok tisztviselőinek nyilvántartásba vételéért is.

## Napjainkban
A tekercsek jelenlegi mestere David Neuberger, Abbotsbury-i Neuberger báró, Lord Neuberger Abbotsburyben, aki Anthony Clarke-ot, Stone-cum-Ebony-i Clarke bárót, Stone-cum-Ebony-i Lord Clarke-et követte 2009. október 1-jén, amikor Lord Clarke az Egyesült Királyság új Legfelsőbb Bíróságának első közvetlenül kinevezett tagja lett.

## A közismertebb Master of the Rollsok
- John Morton (bíboros) 1472 és 1479 között
- Christopher Bainbridge 1504. november 13-tól 1508. január 22-ig
- Thomas Cromwell 1534-től 1536-ig

## Fordítás
- Ez a szócikk részben vagy egészben  a   Master of the Rolls című olasz Wikipédia-szócikk ezen változatának fordításán alapul.  Az eredeti cikk szerkesztőit annak laptörténete sorolja fel. Ez a jelzés csupán a megfogalmazás eredetét és a szerzői jogokat jelzi, nem szolgál a cikkben szereplő információk forrásmegjelöléseként.

## Kapcsolódó szócikk
- Állami főhivatalnok (Egyesült Királyság)